# Фурнитура
Фурниту́ра (фр. fourniture, от fournir — доставлять, снабжать) — вспомогательные части и детали, необходимые для изготовления некоего цельного предмета.
Фурнитура может быть:
- мебельной (направляющие для ящиков, защёлки, ручки, крючки, петли);
- обувной (пряжки, шнурки, молнии);
- строительной (дверная фурнитура, замки, коннекторы, доводчики);
- оконной (ручки, дверные петли, ограничители открывания и так далее[1]);
- галантерейной (замки, застёжки, фастексы, пряжки, шлёвки, вертлюги, карабины, ножки и так далее);
- промышленной (регулируемые опоры, ручки, петли, замки, рычаги, маховики (штурвалы), зажимы, фиксаторы, штифты, счетчики оборотов и так далее).

Существует и оружейная фурнитура, — части огнестрельного оружия, которые традиционно изготавливались из дерева (ложа, приклад, пистолетная рукоять, цевьё), а в настоящее время довольно часто из прочных пластмасс.
Фурнитура, как правило, изготавливается отдельно от производства основных составляющих изделия, так как в большинстве случаев требует иного технологического процесса.

## Мебельная фурнитура
Ряд вспомогательных материалов (петли, шпингалеты, ручки, стяжки, уголки, полкодержатели и т. д.), используемых при изготовлении мебели.

### Виды мебельной фурнитуры
- Петли мебельные
- Ручки мебельные
- Лифты и подъемные механизмы. Мебельные механизмы подъёма дверей используются вместо мебельных петель в качестве дизайнерского решения. Существуют различные виды подъемных механизмов в зависимости от веса и размеров дверей.
  - Механические — применяются для открывания фасадов вверх и для откидывающихся вниз створок.
  - Газовые — используются для поднятия вверх фасадов мебельного изделия. Данная конструкция механизма позволяет осуществлять плавное поднятие фасада и его плавную доводку при спуске.
  - Вертикального открывания
  - Вертикального открывания с встроенной системой демпфирования — используются для фасадов из алюминиевого профиля, дерева, ДСП, различной высоты и веса. Механизмы позволяют открывать фасады в вертикальной плоскости с фиксированием в любом положении. Данная конструкция механизма позволяет осуществлять регулировку в 3-х плоскостях.
- Опоры — крепежные устройства мебели, обеспечивающие взаимодействие мебельного изделия с элементами помещения. Используются для столов, шкафов, кроватей и т. д.
- Полкодержатели — элемент крепежной системы, позволяющий удерживать полку и допускающий регулировку и фиксирование угла наклона.
- Подстаканники — вид мебельной фурнитуры, применяются при изготовлении мебели и предназначены для улучшения потребительских свойств выпускаемой продукции.
- Стяжки — вид мебельной фурнитуры, предназначенный для соединения между собой различных частей мебели (винты, шурупы, уголки и т. п.).
- Замки мебельные — предназначены для запирания мебельного изделия. Система мебельного замка заключается в отделении замка, ручки и сердечника цилиндра друг от друга.
- Кромочные материалы (не является фурнитурой, относится к сырью и материалам)
- Системы выдвижных ящиков — механизмы, с помощью которых выдвигаются мебельные ящики.
- Элементы отделки столешниц. Бывают изготовлены из различных материалов, таких как пластик, алюминий с анодным покрытием и т. п. Основными различиями накладок и стыков являются толщина столешницы и радиусы скругления фасадной кромки столешницы.
  - Торцевые накладки — применяются для заглушения торцевого среза столешницы и её декоративной отделки.
  - Стыки столешниц угловые 90° предназначены для красивого и аккуратного соединения отрезков столешниц под углом 90°.
    - Стыки вдоль 180° используются для соединения отрезков столешниц под углом 180°.
- Мебельные уплотнители. Уплотнители применяемые в мебельном производстве имеют различную конфигурацию и изготовлены из различных пластичных материалов (ПВХ, силикон, пластикат, эластопласт и т.д). Основными видами являются уплотнители для раздвижных систем шкафов купе под различное наполнение дверей от 3 мм до 10 мм, а также уплотнители для рамочных фасадов из алюминия и МДФ профилей. А также великое множество уплотнителей специфической направленности. Функцией уплотнителей в мебельном производстве является не только качественная стыковка деталей но и защита их друг от друга (стекло — металл, пластик-металл и т. п.)

## Оконная фурнитура
Это система механических оконных приборов, предназначенных для обеспечения периметрального (по всему периметру) прилегания (прижима) створки к раме, а также привода створки в необходимое положение. Комплект фурнитуры для оконного профиля должен состоять только из элементов одной системы, детали фурнитуры для оконного профиля рассчитаны так, чтобы зависящие от фурнитуры параметры системы профиля могли быть достигнуты путём регулировки. Фурнитура для окон разделяется на три уровня антивзломности:
- RC1 — стандартный.
- RC2 — средний.
- RC3 — высокий.

### Виды оконной фурнитуры
- Поворотная и поворотно-откидная фурнитура — служит приведению створки окна или балконной двери в открытое, либо ограниченное ножницами откидное положение с помощью специальной ручки. Поворотная и поворотно-откидная фурнитура применяется в вертикально устанавливаемых окнах и балконных дверях из дерева, пластика, алюминия, стали, и т. д. В соответствии с определением, фурнитура запирает оконные и балконные створки или приводит их в разные положения проветривания. При запирании окна/створки требуется, как правило, преодолевать противодействие уплотнения.
- Параллельно-сдвижная фурнитура используется для сдвижных створок наружных и застекленных балконных дверей и окон. Параллельно-сдвижные створки могут комбинироваться с не двигающимися и (или) поворотными створками в единый элемент. Применяется в вертикально устанавливаемых окнах и балконных дверях из различных материалов. Параллельно-сдвижная фурнитура оснащена замком, запирающим сдвижную створку, и роликами (каретками), расположенными на нижней стороне сдвижной створки. Дополнительно могут предусматриваться ножницы для откидывания и механизмы для поднятия или параллельного открывания створки. С помощью фурнитуры створки закрываются, устанавливаются в положение проветривания и сдвигаются в сторону.

## Промышленная фурнитура
Это ряд вспомогательных изделий и комплектующих, используемых в промышленном оборудовании. Они необходимы для управления, регулирования, фиксации, соединения устройств и машин. Широко применяются в оборудовании различных отраслей промышленности: пищевой, нефтехимической, фармацевтической, в машиностроении, станкостроении, в транспортной отрасли, для лечебных учреждений и медицинской техники, в офисах и лабораториях. В качестве материалов для промышленной фурнитуры используется сталь, алюминий, чугун, технополимер и др.

### Виды промышленной фурнитуры
- Регулируемые (шарнирные) опоры — элементы, используемые в тех случаях, когда при работе с оборудованием необходимо корректировать высоту или выравнивать неровности поверхности. Обычно регулируемые опоры состоят из основания и винта. Материалом служит технополимер, оцинкованная или нержавеющая сталь, что позволяет использовать их при различной температуре, а также на предприятиях с агрессивной химической средой, в медицинской, пищевой промышленности.
- Маховики (штурвалы) — элементы управления, представляющие собой вращающиеся колеса, которые используют в качестве накопителя кинетической энергии. Применяются для регулировки и позиционирования шпинделей и валов. Бывают маховики с одной, двумя или тремя спицами, цельные, цельнолитые с ручкой, с рукоятками и вращающимися ручками, с рычагами и др. Сферы их применения — машиностроение, судостроение, военная промышленность, контрольные приборы, средства измерения.
- Петли промышленные — элементы для крепления дверей, заслонок, корпусов в машиностроении и производстве промышленного оборудования. Существует множество их разновидностей: регулируемые, тонкие, с ограничителем, с фиксатором, с продолговатыми отверстиями, для тонких дверей, антивандальные, с безопасным переключателем и др. Характеризуются различными углами поворота. Промышленные петли могут быть изготовлены из технополимера, оцинкованной или нержавеющей стали, алюминия, цинкового сплава, а также иных материалов.
- Ручки промышленные — вспомогательные элементы, предназначенные для открывания-закрывания дверец механизмов и оборудования. Основные отрасли их применения — производство промышленного оборудования, технологической оснастки, машиностроение. Отличаются широким разнообразием разновидностей: бывают ручки наклонные, П-образные, типа «мостик», арочного типа, с двойным изгибом, откидные, безопасные, сборные, кромочные, неподвижные, вращающиеся, откидные, шарообразные, сферические, с накаткой и т. д.
- Счетчики оборотов — устройства управления вращательного типа, применяемые для установки и регулировки широкого спектра рабочих параметров и функций различных механизмов. Состоят из маховика или ручки управления, предназначенных для изменения положения рабочего органа механизма посредством вращения вала управления, и индикатора положения, предназначенного для указания положения рабочего органа механизма.
- Фиксаторы — устройства, служащие для крепления и фиксации подвижных частей к конструктивным элементам в заданном положении. Стопорные штифты, к примеру, позволяют надежно установить и застопорить сборочные узлы. Фиксаторы бывают цилиндрические подпружиненные, шариковые пружинные, в гладком или резьбовом корпусе, со шпингалетом с увеличенной длиной хода и т. д.